# クリミア戦争
クリミア戦争（クリミアせんそう、英語: Crimean War）は、1853年から1856年にかけてロシア帝国と、オスマン帝国・フランス・イギリス・サルデーニャの連合軍との間で行われた戦争である。戦闘地域はドナウ川周辺、クリミア半島、さらにはカムチャツカ半島にまでおよんだ、近代史上稀にみる大規模な戦争であった。連合軍がロシア帝国に勝利してパリ条約が締結され、ロシアが進めていた南下政策は頓挫した。
この戦争の敗北により後進性が露呈したロシアは抜本的な内政改革を余儀なくされ、外交で手腕を発揮できなかったオーストリアも急速に国際的地位を失った。一方、国を挙げてイタリア統一戦争への下地を整えたサルデーニャや、戦中に工業化を推進させたプロイセンがヨーロッパ社会に影響力を持つようになった。また北欧の政治にも影響を与え、英仏艦隊によるバルト海侵攻に至った。この戦争によってイギリスとフランスの国際的な発言力が強まり、その影響は中国や日本にまで波及した。

## 背景

### ナショナリズムの台頭
ナポレオン以後のヨーロッパ社会に比較的長期の安定をもたらしたウィーン体制だったが、19世紀中頃になると各国の利害関係の複雑化などから揺らぎ始めた。やがて広大な領地に異なる文化や宗教を唱える民族を多数抱えるオスマン帝国のような多民族国家では、被支配民族を中心にナショナリズムが台頭するようになった。
中でもボスニアやヘルツェゴヴィナは、民族的にはスラヴ系でも宗教的な支配層はムスリムであり、そして被支配層はキリスト教徒が多数だった。また工業化がほとんど進んでいないこれらの地域では、人口の大多数が封建領主に搾取される貧農であったため、たびたびセルビアやモンテネグロの反オスマン運動の宣伝に使われた。
オスマン帝国は、近代化よりもまずはこの地方の安定化を優先させる事を意図して、キリスト教徒の被支配層にある程度の平等を宣言して税制の公正化を図るなど、問題の解決に奔走していた。しかし1848年からの一連の革命を機に起こした運動が失敗したため、農奴状態の農民がさらに悲惨な状況に追い込まれることを危惧したオスマン帝国は、不安定ではあるが再び支配権が確立された後に、この地域への農業改革（自作農化）を求めた。支配層のムスリム貴族たちがこれに反対したため、オスマン帝国は1850年にドナウ方面軍司令官オメル・パシャを派遣した。反対派をサラエヴォから追い出し一時的に秩序の回復に成功するが、蜂起した農民の武装解除には至らなかった。
ロシアとオスマン帝国の直接の対立の発端となったのは、オスマン帝国が支配していたエルサレムをめぐる聖地管理問題であった。フランスのナポレオン3世は個人的な名声を得るため、国内のカトリック教徒におもねって聖地管理権を獲得した。これに正教会を国教とするロシア皇帝ニコライ1世が反発し、ロシアは正教徒の保護を口実にしてオスマン帝国全土に政治干渉をおこなう。これがモルダヴィアとワラキアへの兵力投入につながっていった。

### 諸国の策略とイギリス外交の不調
1852年にモンテネグロ公ダニーロ1世は、ロシアとオーストリアの賛同の下に制定した新憲法にオスマン帝国が反対したことを理由に挙兵し、同年にヘルツェゴヴィナ東部で発生した農民反乱を支援してオスマン帝国軍を攻撃し始めた。地の利があるモンテネグロがヘルツェゴヴィナから越境攻撃を繰り返すゲリラ戦を展開する一方、これに苦戦を強いられたオスマン帝国側は、オメル＝パシャによってスクタリから武器を買い付けてボスニア人ムスリムに流すことによって対抗した。こうして戦況は次第に泥沼化していった。
モンテネグロはセルビアからの支援を受けて善戦するも、兵力の上で圧倒的に不利なため、1852年12月にオスマン帝国がアドリア海に艦隊を派遣すると、ロシアからの助言の下に和平交渉の準備に入り、1853年1月にダニーロ1世の叔父にあたるカラジョルジェ・ペトロヴィチ (Karađorđe Petrović) が使者としてサンクトペテルブルクに赴いて、ロシアにオスマン帝国との仲介を依頼した。
一方で、戦線の拡大を望まないオーストリアもオスマン帝国との講和を打診するものの、2月からの交渉においてオスマン帝国とモンテネグロとの双方が講和に合意するには至らなかった。これに加えてアルバニアで、フランスの支援を受けたオスマン帝国軍の前にモンテネグロが大敗北を喫した。
モンテネグロがこのような危機的状況に陥ったことを受けて、汎スラヴ主義を掲げる体裁上バルカン半島を無視できなくなったロシアは、プロイセンを仲介としてオスマン帝国に使節団を送って双方に停戦を合意させた。この時点でロシア皇帝ニコライ1世はこの問題に関して、オスマン帝国と対立する側に立てば必ず英国やフランスとも対立することになるにせよ、オスマン帝国領を分割することで妥協できると踏んでいた。この認識がロシアの強気の行動を助長することにつながった。しかし外相カール・ロベルト・ネッセルローデが苦言を呈したように、利害関係が複雑化してしまっている以上、いたずらに各国の疑惑を呼ぶような行為は賢明でなかった。
ニコライ1世としては、イギリスについては首相が第2次ピール政権で外相として穏健外交を展開したロシア寄りのアバディーン伯だったので、関係は悪化しないだろうと踏んでいた。一方のオスマン皇帝アブデュルメジト1世は第二次シリア戦争（第二次エジプト・オスマン帝国戦争）で味方してくれた当時の外相だったパーマストン子爵が内相としてアバディーン政権の閣内にいる限り、イギリスは援護射撃をしてくれるだろうという勝手な期待を抱いていた。
アバディーン内閣は連立政権であり、首相を支持する一派はロシアに同情的だったが、クラレンドン外相やパーマストン内相はフランスと組んでロシアと対決すべしと考えており、外交方針が定まっていなかった。イギリスはロシアとオスマン帝国、オスマン帝国を支援するフランスといった関係国を仲裁しうる大国だったが、閣内の足並みの乱れから一貫した外交政策がとれずにいた。さらに選挙法を巡っても政権内部が分裂しており、紛争の仲介役をできる状態ではなかった。このため、ロシアとオスマン帝国の双方がイギリスの支援に勝手な期待を抱いたまま、紛争が拡大していった。

### 開戦へ
1853年2月末にロシアはオスマン帝国に特使を派遣するが、選ばれたのは経験豊かな外交官ミハイル・オルロフではなくオスマン帝国嫌いの軍人アレクサンドル・メンシコフだったため、不安になった当時のロシアの宰相ネッセルローデは方針はあくまでも不戦であると釘を刺した。
3月にイスタンブール入りしたメンシコフは、まずオスマン帝国最大の債権国だったフランスの干渉を退けることに努め、交渉相手がフランス寄りのムスタファ・レシト・パシャである限り交渉には応じられないと頑なに拒否し続けた。そのため、オスマン帝国側は交渉の担当者を何度も変更せざるを得なくなった。交渉は当初から難航が予想されたが、4月にオスマン帝国が領内の正教会信者、つまりスラヴ系民族の生命と財産を保証するのであれば、ロシアは国際的な危機からの安全を保障するという合意が成立した。
ところが、この合意の中にはスラヴ系商人に対する特権の付与なども含まれていたため、完全に蔑ろにされたフランスが猛烈に抗議し、様々な妨害工作を行った。エルサレムを巡る聖地管理権問題はこの一環といわれている。またこの時期に、ロシアがセヴァストポリで黒海艦隊に戦闘準備をさせ、オデッサで陸軍の大部隊が編成され、海軍のコルニーロフ大佐が突然ギリシャに派遣されたという情報がもたらされた。このため、駐イスタンブール英国大使ストラトフォード・カニングはフランスと組んでスルタン・アブデュルメジト1世に様々な圧力をかけ、ついには金角湾に軍艦を並べて砲撃を行うなど強引な手段に出た。これによってオスマン帝国はロシアの提案を断ることになった。
こうして4か月におよぶ交渉は失敗に終わり、6月にメンシコフが帰国すると同時にロシアとオスマン帝国は国交を断絶した。この間、オーストリア外相プオルを中心としてウィーンで開かれた国際会議も、議定書を作成したものの最終的に失敗に終わった。この4か月後の10月に両国は開戦した。

## 戦闘の経緯

### バルカンでの戦闘
1853年7月、ロシアはオスマン帝国の宗主権の下で自治を認められていたモルダヴィア、ワラキア（現在のモルドヴァとルーマニアの一部）に進軍した。あくまでも解放を目的としていたことからロシア側は宣戦布告なしに行ったが、戦闘になることを回避したいオスマン帝国側はドナウ川南岸に軍を進めたものの、再三にわたって撤退勧告を繰り返すにとどめた。しかし、9月に最後通牒も無視されたことから、オスマン帝国軍は10月に宣戦布告なしにドナウを渡河し、ブカレスト郊外の数か所の前哨拠点を攻撃したことをきっかけに開戦となった。
装備で勝っていたロシア軍は、砲兵部隊をドナウ河岸に集中させてオスマン帝国軍の河川艦隊を破ると、勢力を盛り返してドナウを越えて南下した。更にギリシャの義勇兵が北上し、手薄になっていたオスマン帝国領内のマケドニアやブルガリアでロシアの援助を受けた反オスマン帝国組織が叛乱を煽動したため、オスマン帝国軍はバルカン半島で挟撃される形に追い込まれた。この状況に慌てたイギリスとフランスはギリシャに撤退を求めるが、中央政府の権威が大きくないギリシャでは戦線に身を投じる義勇兵が後を絶たなかった。
遂にフランスは巡洋艦を派遣して、ギリシャ義勇兵への武器を積んだ輸送船をテッサロニキで撃沈し、イギリスもアテネの港湾ピレウスを封鎖して圧力をかけたため、ギリシャは義勇兵の援助を打ち切らざるをえなくなった。これにより反オスマン帝国を掲げた叛乱は各地で鎮圧され、特にロシアが力を注いだブルガリアの反対派組織は徹底的な弾圧を受けて壊滅した。盛り返したオスマン帝国軍がロシア軍をドナウ以北まで押し戻すが、両軍ともに決定力に欠け戦線は膠着状態に陥った。

### クリミアでの戦闘とイギリス首相の交代

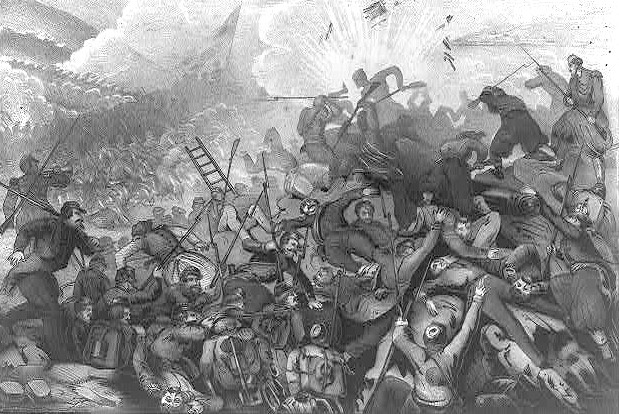
セバストポリの陥落

ロシアの過大な要求に不満と懸念を抱いたフランスとイギリスだったが、本格的に参戦するつもりはなかった。ところが1853年11月、黒海南岸の港湾都市シノープで停泊中だったオスマン帝国艦隊が少数のロシア黒海艦隊に奇襲され、艦船のみならず港湾施設まで徹底的に破壊されるというシノープの海戦が起きたため、状況は一変した。
これは黒海艦隊の偵察に気づいていながら、イスタンブールに援軍を要請する以外に何も行わなかったオスマン帝国側の明らかなミスだったが、あまりにも一方的な攻撃だったため、各国のメディアはこれを“シノープの虐殺”と報道した。これにより、イギリスでは世論が急速に対ロシア強硬論へと傾き、フランスとともにオスマン帝国と同盟を結んで1854年3月28日、ロシアに宣戦布告した。イギリスがヨーロッパへの大規模な遠征軍を編成したのはナポレオン戦争から第一次世界大戦までの100年の間でこの1度だけだった。
当初、同盟軍は軍隊を黒海西岸のヴァルナ（現在のブルガリア東部）に上陸させてオデッサの攻略を目指したが、突如としてオーストリアが国境線に部隊を配置して同盟軍のバルカン山脈以北への進軍を阻止したため、攻撃目標はロシア黒海艦隊の基地があるクリミア半島の要衝セバストポリへの変更を余儀なくされた。
しかし、主力のイギリス・フランス軍ともに現地の事情に疎く、クリミア半島に部隊を移動させた直後から現地の民兵やコサックから昼夜を問わず奇襲を受け、フランス軍にいたっては黒海特有の変わりやすい天候について調べていなかったため、停泊中の艦隊が嵐に巻き込まれ、戦う前からその大半を失っていた（この後、フランスでは気象に関する研究が盛んになる）。
ロシア軍は指揮の面で不備が多く、アルマの戦いでは地の利があるにもかかわらず、実戦経験豊富なフランス外人部隊と戦闘犬を擁するスコットランド連隊の前に敗れてセバストポリへの進軍を許してしまった。一方、同盟軍は情報の重要性に気を配らなかったことから、フランス語の堪能なロシア人士官が化けた偽指揮官たちによる攪乱工作により、バラクラヴァの戦いやインケルマンの戦いでは辛うじてロシア軍を退けるも被害が著しく、セバストポリを前にして立ち往生する羽目になった。ロシア軍は英仏艦隊から直接セバストポリを砲撃されないよう湾内に黒海艦隊を自沈させ、陸上でも防塁を設けて街全体を要塞化した。そのため同盟軍は塹壕を掘って包囲戦を展開するしかなく、イギリス軍は化学兵器（一説では亜硫酸ガスではないかといわれている）まで使用したが、予想外の長期化により病死者が戦死者を上回り、戦争を主導したイギリス国内でも厭戦ムードが漂っていた。最終的にサルデーニャ王国がピエモンテに駐屯する精鋭15000人を派遣して同盟軍に与したことにより、街は3日におよぶ総攻撃の末にナヒーモフもコルニーロフも戦死し、1854年9月28日から始まったセバストポリ包囲戦（土: Sivastopol Kuşatması-セバストポリ攻囲戦、露: Оборона Севастополя-セバストポリ防衛戦）は1855年9月11日の陥落によって決着した。
しかしこの時点でイギリスは戦費によって財政が破綻し、アバディーン内閣は国民の支持を失っていた。政権を支える庶民院院内総務ジョン・ラッセル卿の辞任が引き金となって内閣は総辞職し、外相時代に辣腕外交ぶりを発揮していたパーマストン内相が後を継いでいた。

### 終戦へ
セバストポリ陥落直後、ザカフカースの要衝カルス要塞がロシア軍に降伏し、戦勝国と呼べる国は事実上なくなった。パーマストン首相はもう少し戦争を継続してイギリスに有利な状況で終わらせたかったが、フランスのナポレオン3世は世論を受けてこれ以上の戦闘を望まなかった。フランスの陸軍を頼りにしていたイギリスは、単独ではロシアと戦えなかった。両陣営とも、これ以上の戦闘継続は困難と判断した。
時を同じくしてロシアではニコライ1世が死去し、新たにアレクサンドル2世が即位した。アレクサンドル2世は、かつてのオスマン帝国の全権特使でありロシア軍の総司令官であるメンシコフを罷免した。こうして同盟国側と和平交渉が進められていった。もっとも、明確な戦勝国のない状況で始められたパリでの講和会議は、戦争終結に貢献したということで発言権を増したサルデーニャ王国のカミッロ・カヴールのロビー活動によりハプスブルク批判に終始し、結局は大まかなところで戦前の大国間の立場を再確認するにとどまり、開戦当初に掲げられたポーランドの解放やバルカン諸国の安全保障などは完全に無視された。
こうして1856年3月30日にオーストリア帝国とプロイセン王国の立ち会いの下で、パリ条約が成立した。多くの歴史学者が認めているように、この戦争で産業革命を経験したイギリスとフランス、産業革命を経験していないロシアの国力の差が歴然と証明された。建艦技術、武器弾薬、輸送手段のどれをとっても、ロシアはイギリスとフランスよりもはるかに遅れをとっていたのである。

### バルト海での戦闘
クリミア戦争は、北欧においても転換期となった。スウェーデンはロシアからのフィンランド奪回を狙い、参戦を計画した。これはナポレオン戦争以後のスウェーデンの武装中立主義を覆すものだった。イギリス、フランスもスウェーデンの政策を支持し、バルト海に艦隊を派遣した。1854年に英仏艦隊はバルト海に侵攻し、フィンランド沿岸を制圧する。
しかしスウェーデン議会は戦争への介入に消極的で、当初は中立を宣言した。この中立は英仏にとって有益であり、スウェーデン領であるゴットランドの海港を軍事基地として利用することが出来た。英仏艦隊はフィンランド領となっていたオーランド諸島に迫っていたため、フランスはオーランド諸島の占領をスウェーデンに打診した。スウェーデン王オスカル1世は、ロシアが機雷を使用したことを憂慮し慎重な姿勢を取ったため、オーランド諸島奪回の好機は失われてしまった。1855年に入ると、クリミアでの戦闘がロシアの敗色濃厚となり、スウェーデンは直接参戦の意思を露にする。
しかし、スウェーデンの参戦は時機を逸していた。セバストポリの陥落とスウェーデンの参戦はロシアに和平を促すきっかけとなり、英仏艦隊はバルト海から撤退した。結局スウェーデンは何の利益も得られず、戦争は終結した。なおスウェーデン人が主体を占めるオーランド諸島は、列強諸国によるパリ条約において黒海同様に非武装地帯とすることで合意を得たが、フィンランド独立後に帰属問題で揺れ、結局1921年にフィンランドの自治領になることが決定された。

### 太平洋での戦闘と日本への影響
太平洋側の極東ロシアにも戦争は波及した。フランス海軍とイギリス海軍の連合は1854年8月末、カムチャツカ半島のロシアの港湾・要塞であるペトロパブロフスク・カムチャツキー攻略を目論んだ（ペトロパブロフスク・カムチャツキー包囲戦）。英仏連合軍は盛んに砲撃を行い、同年9月に上陸したが、陸戦で大きな犠牲を出して撤退した。英仏連合は兵力を増援したが、再度攻撃をかけた時にはロシア軍は撤退した後だった。ロシアの守備隊は、1855年の初頭に雪の中を脱出した。
この戦いと並行して、エフィム・プチャーチン海軍中将が江戸幕府との開国交渉にあたっていた。プチャーチンは開戦前にロシア本国を出発し、1853年8月に長崎に到着。外交交渉に着手していたが、交渉が長引く中で英仏両国との開戦の情報に接し、東シベリア総督ニコライ・ムラヴィヨフとも協議の上日本との交渉を続行。英仏の艦隊との遭遇・交戦の危険を控え、1854年12月には安政東海地震により乗艦ディアナ号を喪失するも、1855年1月に日露和親条約の締結に成功している。

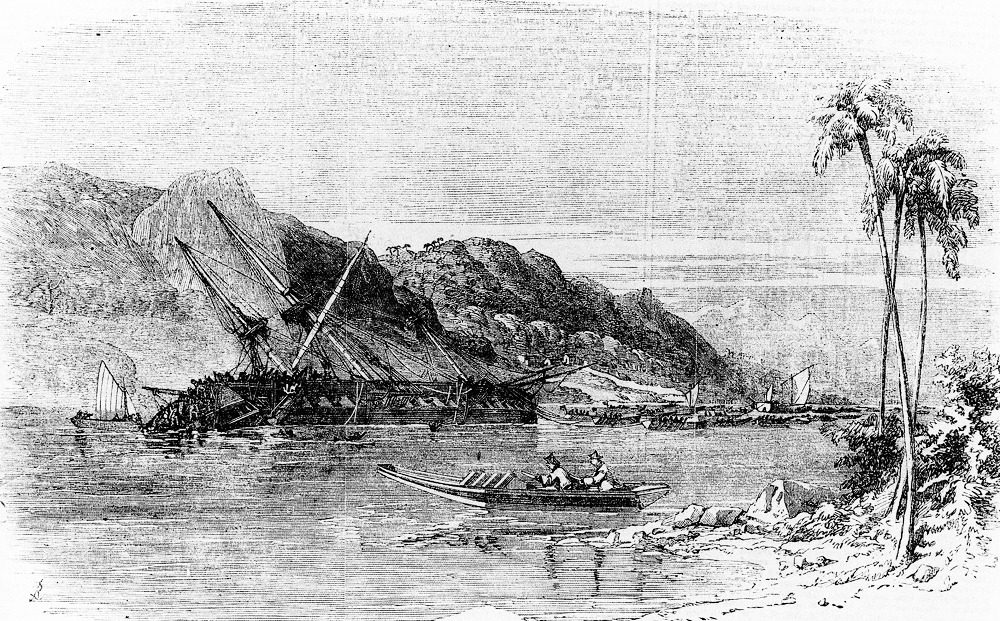
ディアナ号

また、プチャーチンが長崎に入港中との情報を得た英国東インド・中国艦隊司令ジェームズ・スターリングは、プチャーチンの捕捉を口実に長崎に侵入した。到着時にはロシア艦隊は既に長崎にはいなかったが、英国とロシアが戦争中であること、ロシアがサハリンおよび千島列島への領土的野心があることを警告し、幕府に対して局外中立を求めた。スターリングは外交交渉を行う権利は有しておらず、かつ本国からの指示も受けていなかったが、長崎奉行水野忠徳はイギリスの軍事力への恐れから条約締結を提案し、1854年10月14日に日英和親条約が調印された。日本の北方でロシア海軍との交戦を行う場合、日本での補給が可能になることは大きなメリットであり、本国も追認した。
新興国で大きな海軍も有していないアメリカが、この時期ペリー提督を日本に派遣して砲艦外交を展開できたのは、この戦争によって欧州列強の関心が日本を含めた東アジア地域にまでおよばなかったことも理由の一つである。
なおこの戦争でフランスでは、政府の命令を受けてパリ天文台台長の天文学者ユルバン・ルヴェリエが暴風雨の研究を行い、これが今日の天気予報という学問のジャンルの起源になった。

## 戦争に関わった人物
- アッバース・ヒルミー - エジプト総督。ムハンマド・アリーの孫でオスマン帝国側に立って参戦。
- アントワーヌ=アンリ・ジョミニ - スイス人軍学者。開戦当時のロシアの軍事顧問。
- イマヌエル・ノーベル（英語版） - スウェーデン人の発明家。アルフレッド・ノーベルの父。ロシア軍の機雷設置請負業で財を成したが、戦争終結後の注文停止と支払い延期で破産。
- ジェームズ・スターリング - 英国海軍軍人。極東のロシア艦隊を攻撃するため来日し、江戸幕府にヴィクトリア女王の親書を渡す。
- フェルディナン・レセップス - オスマン帝国側で参戦したため混乱したエジプトから、スエズ運河の建設権を取得。
- ハインリヒ・シュリーマン - 戦争のための補給物資を扱い、財を成す。その金を元にトロイ発掘を行う
- パトリス・ド・マクマオン - フランス外人部隊指揮官として参戦。後にフランス第三共和政の下で大統領を務める。
- フローレンス・ナイチンゲール - 看護師として従軍。負傷兵たちへの献身や、統計に基づく劇的な医療衛生改革を実行し、「クリミアの天使」と呼ばれた。
- レフ・トルストイ - 将校として従軍。セバストポリ要塞の戦いに参加。従軍した体験を元に小説「セヴァストポリ物語（英語版）」を執筆し、国家的栄誉を得る。
- エフィム・プチャーチン - ロシア海軍軍人。幕末に条約締結のため来日。
- 吉田松陰 - 幕末の思想家。長崎からの密航を計画したが、開戦によりロシア艦が予定より早く引き上げたため失敗し、その後別件で自首して投獄された。
- マイケル・ファラデー - イギリス人化学者。英国政府から化学兵器の開発を依頼されるが、拒否。
- アドルフ・エリク・ノルデンショルド - 学者、探検家。フィンランド大公国から追放されたが、1879年、地理学に名を残す北東航路の制覇を達成した。
- パーヴェル・ナヒーモフ - ロシア海軍司令官。
- ウィリアム・ライト - イギリス軍の騎兵隊士官として敵陣の偵察を担当していた。
- ロジャー・フェントン - イギリスの写真家。クリミア戦争の戦場で様々な写真を撮り、世界初の戦争写真家の一人となった。

## クリミア戦争を題材とした作品

### 映画
- 進め龍騎兵（1936年、マイケル・カーティス監督）
- 遥かなる戦場（1968年、トニー・リチャードソン監督）

### 歴史ゲーム
- Alma (GDW)1978 、GDW社の120シリーズ、後にコマンド・マガジン第38号にて『アルマの戦い ～The Battle of the Alma～』として日本語化、国際通信社
- Sevastopol (SPI)1978 、包囲戦を題材にしたクワドリゲーム「Art of Siege」の一作品
- Crimean War Battles (SPI)1978 、SPI社のクワドリゲームで、アルマ、チェルネイヤ、バラクラーヴァ、インケルマンから成る。後にS&T193号でアルマとチェルネイヤのみ再版された。
- Crimean War (DG)1998 、Strategy and Tactics #193、ジョセフ・ミランダがデザインしたキャンペーン級ゲーム